# شاين بانون
شاين بانون (بالإنجليزية: Shane Bannon)‏ هو لاعب كرة قدم أمريكية أمريكي، ولد في 20 أبريل 1989 في Southbury, Connecticut ‏ في الولايات المتحدة.

## وصلات خارجية
- شاين بانون على موقع إي إس بي إن.كوم (أن.أف.أل)3
- شاين بانون على موقع مرجع كرة القدم المحترفة.كوم (الإنجليزية)